# Chrysoperla mexicana
Chrysoperla mexicana är en insektsart som beskrevs av Brooks 1994. Chrysoperla mexicana ingår i släktet Chrysoperla och familjen guldögonsländor. Inga underarter finns listade i Catalogue of Life.